# Ченгере
Ченгере (якут. Чэҥэрэ) — село   в Верхневилюйском улусе Якутии России. Входит в состав Магасского наслега. Население — 0 чел. (2021).

## География
Село расположено на северо-западе региона, в пределах географической зоны таёжных лесов Вилюйского плато Среднесибирского плоскогорья , в заболоченной местности.  

### Географическое положение
Расстояние до улусного центра — села Верхневилюйск — 125 км., до центра  наслега — села Харбала —  10 км..
Ближайшие населённые пункты Харбала (в 9,29 км), Ботулу (20,85 км).

### Климат
В населённом пункте, как и во всем районе, климат резко континентальный, с продолжительным зимним и коротким летним периодами. Суммарная продолжительность периода со снежным покровом 6-7 месяцев в год. Среднегодовая температура составляет 11,1°С.  

## История
Согласно Закону Республики Саха (Якутия) от 30 ноября 2004 года N 173-З N 353-III село вошло в образованное муниципальное образование Магасский наслег.

## Население
| 2002 | 2010 | 2021 |
| ---- | ---- | ---- |
| 0    | →0   | →0   |

## Инфраструктура
Было развито животноводство. 

## Транспорт
Просёлочная дорога.